# Comuna Dobrcz
Comuna Dobrcz este o comună (în poloneză: gmina) rurală în powiat Bydgoszcz, voievodatul Cuiavia și Pomerania, Polonia.
Comuna acoperă o suprafață de 130,41 km² și are, potrivit datelor din anul 2006, o populație de 9.215.